# 名探偵コナン 探偵たちの鎮魂歌
『名探偵コナン 探偵たちの鎮魂歌』（めいたんていコナン たんていたちのレクイエム）は、2006年4月15日に公開された劇場版『名探偵コナン』シリーズの第10作目にあたる劇場版アニメである。上映時間は111分。興行収入は30億3000万円。劇場版『名探偵コナン』10周年記念作品。第30回日本アカデミー賞優秀アニメーション作品賞受賞。キャッチコピーは「探偵たちよ、安らかに眠れ」「さよなら、コナン」。

## 概要
劇場版シリーズ第10作目を記念して、全レギュラーメンバーがほぼ勢揃いしたオールスター作品として制作された。オールスター作品に仕立てられたのは原作者・青山剛昌の要望である。TVシリーズのキャラクターからは、ゴロ・服部平蔵・遠山銀司郎・横溝重悟・白馬探・宮本由美が初登場。また「オールキャラ登場!」とされているが、登場しないキャラクターも多数いる（工藤有希子など）。
ポスターやパンフレットにはメイン・サブレギュラーがほぼ全員集合したイラストが描かれ、既に亡くなっているキャラクターの頭上には天使の輪が描かれた。なお、第6作『ベイカー街の亡霊』以降で、タイトルと同時に公開されるポスターが原作者による書き下ろしでなくアニメ原画なのは本作と次作の2作のみである。
本編のアフレコ直前に円谷光彦役の大谷育江が休業したため、代役として折笠愛が光彦の声を演じている。大谷はその後、テレビアニメシリーズで復帰を果たしている。また、第7作『迷宮の十字路』以来3年ぶりに服部平次、遠山和葉、大滝悟郎が、前々作『銀翼の奇術師』以来2年ぶりに、中森銀三、怪盗キッド、妃英理が、第4作『瞳の中の暗殺者』以来6年ぶりに栗山緑が登場。
平次と白馬はこの作品で初めて出会った形になっているが、公開直前に原作において2人が初めて対面するエピソードが描かれたため、原作との間に齟齬が生じている。ただし、本作の白馬はキッドの変装であるため、平次と本物の白馬の初対面は原作と同一である。
本作では、OPムービーに入る前にメインテーマが流れ、コナンの左目のアップからOPムービーに入っている。また、作品解説はパソコンの画面を模しており、過去9作の解説の冒頭に出てきた新聞記者は登場していない。レギュラーメンバーの顔写真をクリックした後にムービープレイヤー風に再生されるという特異な形式となっている。
本作の脚本は、アニメシリーズの第1話を担当した柏原寛司が担当している（柏原は次作『紺碧の棺』でも脚本を担当している）。使われたBGMの中に第3作『世紀末の魔術師』バージョンの「キミがいれば」や前作『水平線上の陰謀』バージョンのメインテーマがあり、他の映画のメインテーマが使われたのは本作が初である。また、次作以降では一部の作品を除いて挿入歌が使われていない。
2006年4月以降、公開記念特番「ありがとう!10周年コナン大賞」が各局で随時放送された。
小説版は小学館のジュニア文庫（小学館ジュニアシネマ文庫）から2013年10月30日に発売。
エピローグ後の次回作予告では、第1弾『時計じかけの摩天楼』から本作『探偵たちの鎮魂歌』までの劇場版シリーズの通番とサブタイトルが順に映し出され、「11番目の事件が始まる」という字幕が浮かび上がり、2007年の製作が決定した旨の字幕予告と共に江戸川コナン役の高山みなみの声で「第11弾製作決定!」というセリフが流れた。のちに次回作は海を舞台に財宝探しをするという内容の『紺碧の棺』であることが発表された。
本作がレンタル用VHSビデオが出された最後の作品となり、以降の作品はDVDに完全移行した。

## ストーリー
ある人物から調査依頼を受けた小五郎は、コナン、蘭、少年探偵団と共に、横浜に新しくできたテーマパーク「ミラクルランド」を訪れた。その敷地内にある「レッドキャッスルホテル」に着いた一行は、高田と名乗る依頼人の秘書からスイートルームに案内され、ミラクルランドの腕時計型フリーパスIDを配られる。コナンは大喜びの蘭や少年探偵団たちとミラクルランドに向かおうとするが、小五郎とコナンは部屋に残るよう指示される。
部屋に二人が残ると、顔を隠した依頼人がモニターに映し出された。依頼人は二人に「ある事件を今から12時間以内に解決してもらいたい」と話し、「定刻までに解決できなかった場合、全員のフリーパスIDを爆破する。」と迫る。依頼人から第1のヒントを受け取ったコナンと小五郎は、レッドキャッスルホテルを飛び出した。横浜を歩き事件の輪郭を捉えていく2人の前に、同じく解決を依頼されていた服部平次が現れる。平次との捜査で導き出した横浜海洋大学ではキッドのライバルである白馬探と出会い、「横浜犯罪研究会（Crime Research of Yokohama）」の部室を捜索する中で、3代目の部長・伊東末彦が除名処分になったことが判明する。
依頼人が解決を求める「ある事件」とは、数ヶ月前に横浜で起きた現金輸送車襲撃事件の犯人グループの死で、依頼人の正体はグループ唯一の生存者とされる伊東末彦だった。コナンと平次は伊東の依頼内容について真相を語るが、望まぬ真相を聞かされた伊東は激昂する。最大の容疑者・清水麗子を愛する伊東は、彼女を犯人とする警察の捜査結果を認めることが出来ず、伊東が犯人だと言ってくれる探偵を探していたのだ。するとそこに麗子が現れる。麗子は伊東の資産の総取りを目論むも、コナン達はそれを妨害する。
全てが解決したと思われた時、元太が爆弾付きのフリーパスIDを未だに着用していることが発覚。しかし、怪盗キッドによって元太のフリーパスIDは回収され、一連の事件は大団円を迎えた。

## 登場人物

### レギュラーキャラクター
江戸川 コナン（えどがわ コナン）
声 - 高山みなみ
本作の主人公。本来の姿は「東の高校生探偵」として名を馳せている工藤新一だが、黒ずくめの組織に飲まされた毒薬・APTX4869の副作用で小学生の姿になっている。推理以外にも「超高校生級」と称されるほどのサッカーの実力を持つ。
毛利 蘭（もうり らん）
声 - 山崎和佳奈
本作のヒロイン。新一の幼馴染かつガールフレンド。関東大会で優勝するほどの空手の達人で、本作ではひったくり犯を撃退している。
依頼人の策略により、少年探偵団や和葉と共に人質となる。
毛利 小五郎（もうり こごろう）
声 - 神谷明
蘭の父親で「眠りの小五郎」の異名で有名な私立探偵。コナンの保護者。元警視庁捜査一課強行犯係の刑事。
工藤 新一（くどう しんいち）
声 - 山口勝平
コナンの本来の姿で高校生探偵。本作では声のみでの登場。
服部 平次（はっとり へいじ）
声 - 堀川りょう
「西の高校生探偵」として有名で、新一とは「東の工藤・西の服部」と並び称されている。コナンの正体を新一と知る数少ない人物の一人で、彼のライバルであり親友。推理以外にも大阪府警の強豪を全て倒せるほどの剣道の達人。
馬車道でコナン達に出会い、共に捜査を行う。
怪盗キッド （かいとうキッド）
声 - 山口勝平
神出鬼没の大怪盗。正体・本名は黒羽 快斗（くろば かいと）。コナンの正体を新一と知る数少ない人物の一人でもあり、コナンのライバル。
本作では新一ではなく自身の別のライバルに変装して、コナンや平次と一時的に共同戦線を張る。
灰原 哀（はいばら あい）
声 - 林原めぐみ
元黒の組織の一員かつAPTX4869の開発者で、コナンの正体を新一と知る数少ない人物の一人。
コナンからフリーパスIDに爆弾を仕込まれ人質にされていることを知らされ、一行がミラクルランドから出ないよう孤軍奮闘する。
目暮 十三（めぐれ じゅうぞう）
声 - 茶風林
警視庁刑事部捜査一課強行犯捜査三係の警部。
小五郎から蘭達を極秘に保護する事を依頼され、ミラクルランドへと向かう。
阿笠 博士（あがさ ひろし）
声 - 緒方賢一
コナンの正体を新一と知る数少ない人物の一人で、発明家。
ミラクルランドには同行していなかったが、コナンから事件について聞かされ、発明や情報収集などで協力する。
吉田 歩美（よしだ あゆみ）、小嶋 元太（こじま げんた）、円谷 光彦（つぶらや みつひこ）
声 - 岩居由希子（歩美）、高木渉（元太）、折笠愛（光彦）
少年探偵団の3人。
中盤、歩美はひったくり犯の人質になってしまい出入り口に近づいたため、あわや爆発しかけるが、園子、蘭、和葉、佐藤のお陰で事なきを得た。元太は終盤で爆発の危機に見舞われる。
遠山 和葉（とおやま かずは）
声 - 宮村優子
平次の幼馴染かつガールフレンド。平次に好意を持っており、蘭や園子とも仲が良い。合気道部に所属している有段者でもあり、本作ではひったくり犯を投げ飛ばしている。
妃 英理（きさき えり）
声 - 高島雅羅
蘭の母親で小五郎の妻。「法曹界のクィーン」の異名で有名な敏腕弁護士。
小五郎からの連絡で娘の蘭たちの危機を感じ、情報収集に乗り出す。
鈴木 園子（すずき そのこ）
声 - 松井菜桜子
蘭の同級生で親友。鈴木財閥の令嬢で、蘭や新一とは幼馴染でもある。蘭と新一を通じて、遠山和葉・服部平次とも友人関係。
財閥の令嬢であることを感じさせない気さくでサバサバした性格。豪快な面は本作でも描かれており、歩美を人質に逃げようとするひったくり犯を、一般客と勘違いして突き飛ばした。
服部 平蔵（はっとり へいぞう）
声 - 小山武宏
平次の父親で大阪府警察本部長。平次を上回る推理力の持ち主。
遠山刑事部長（とおやまけいじぶちょう）
声 - 小川真司
和葉の父親で大阪府警察刑事部長。平蔵とは幼なじみかつ親友で、右腕として信頼を寄せられている。大滝警部からは「遠山のおやっさん」と呼ばれ、慕われている。
フルネームが判明するのは、第14作『天空の難破船』からである。
白鳥 任三郎（しらとり にんざぶろう）
声 - 井上和彦
警視庁捜査一課のキャリア組警部。
佐藤 美和子（さとう みわこ）
声 - 湯屋敦子
警視庁捜査一課の刑事で警部補。格闘技に長けている。高木刑事と交際中。
ひったくりし逃走を図る男性に人質にされそうになるが、ジャーマン・スープレックスで返り討ちにしている。
高木 渉（たかぎ わたる）
声 - 高木渉
警視庁捜査一課の刑事で巡査部長。佐藤刑事と交際しており、ミラクルランドでのデート中に本件へ遭遇する。
千葉刑事（ちばけいじ）
声 - 千葉一伸
警視庁捜査一課の刑事で巡査部長。
園子のフリーパスIDを起爆付きだと勘違いして回収したため、元太のフリーパスIDを回収し忘れてしまう。
宮本 由美（みやもと ゆみ）
声 - なし
警視庁交通部交通課の婦警で警部補。
本来の役職とは異なるが、大規模な事件の応援要請を受け、私服に変装して捜査に加わり、佐藤・高木・千葉ら捜査第一課のメンバーと共にレストランで待機する。
本格的な登場は、第24作『緋色の弾丸』以降である。
栗山 緑（くりやま みどり）
声 - 百々麻子
英理の秘書。
英理の指示で小五郎や蘭たちの危機を知り、裏事情の調査と救助を模索するべく行動している。
大滝 悟郎（おおたき ごろう）
声 - 若本規夫
大阪府警捜査一課強行犯捜査係の警部。
本作では神奈川県警に勤務している「青木」という従兄弟がいることが判明する。
中森 銀三 （なかもり ぎんぞう）
声- 石塚運昇
警視庁捜査二課知能犯捜査係の警部。本作では神奈川県警捜査1課と合同捜査をしている。
横溝 重悟（よこみぞ じゅうご）
声 - 大塚明夫
神奈川県警察刑事部捜査一課の警部で、静岡県警察の警部・横溝 参悟（よこみぞ さんご）の双子の弟。直情的な部分が目立つが、根は弱い者を守り悪を憎む正義漢である。
ゴロ
声 - 青山カイト（青山剛昌の飼い猫）
妃英理が飼っているロシアンブルーの猫。
モデルはコナン役・高山みなみの飼い猫・カイトで、本作では声も当てている。
白馬 探（はくば さぐる）
声 - 石田彰
新一や平次と同じ高校生探偵。怪盗キッドのライバルでもあり、その正体を黒羽快斗であることを知る数少ない人物の1人。ロンドンでの留学経験が長い。常にキザで芝居がかった言い回しをする人物。
本作が劇場版初登場だが、実はキッドの変装で本人は未登場である。

### オリジナルキャラクター
依頼人
毛利小五郎にある事件の解決を依頼をしてきた謎の男。
爆弾を仕込んだフリーパスIDで蘭や少年探偵団、和葉を人質に取り、事件の解決を強要する。モニター画面から指示を与えるのみで、赤いローブを纏いサングラスを掛けているが、顔は隠され声も変えられている。なぜかコナンのことを「工藤新一君」と呼ぶ。横浜のあらゆる場所に小型カメラを仕掛け、モニターで小五郎たちの動きを監視している。

#### 容疑者
伊東 末彦（いとう すえひこ）
声 - 古谷徹
投資顧問会社「ファーイースト・オフィス」社長。
現金輸送車襲撃事件の容疑者だったが、西尾正治殺人事件の入院先の病院から逃亡して現在は行方不明となっている。
学生時代は横浜海洋大学の横浜犯罪研究会に所属しており、3代目の部長だった。同じく研究会にいた清水麗子と西尾正治とは友人関係で、3人は強盗事件の容疑者として指名手配されていた。事件を引き起こしたことで研究会からは除名処分とされ、単独の自動車事故を起こして車椅子での生活を余儀なくされている。
清水 麗子（しみず れいこ）
声 - 平野文
投資顧問会社「ファーイースト・オフィス」秘書室長。
容姿端麗な美女で、男性を手玉に取り思い通りに操っている。また、両利きのため拳銃を同時に2丁使用できる。
現金輸送車襲撃事件の重要参考人で、取り調べ期間中に崖から身を投げるも遺体は発見されなかった。
伊東末彦らと同じ横浜海洋大学のCRY横浜犯罪研究会出身で、伊東・西尾と組んで現金輸送車襲撃事件を計画する。だが、怪盗キッドに犯行を目撃され、先輩の深山総一郎に始末するよう頼んだ。計画が失敗すると深山を見限って、現金を独り占めしようとした。

#### ミラクルランド
高田 正雄（たかだ まさお）
声 - 田原アルノ
依頼人の秘書。依頼人の顔と居場所は知らされていない。
笑顔を絶やさない穏やかな風貌だが、依頼人からの要求を遂行する冷酷さも併せ持っている。
竜 阿茶（りゅう あちゃ）
声 - 小山力也
依頼人から小五郎と同じ調査を依頼された探偵で、小五郎とも組んだことがある。
名前の由来は『リュウ・アーチャーシリーズ』のリュウ・アーチャー。
大野（おおの）
声 - 小野坂昌也
女性にひったくりをした男性。
歩美を人質にして逃亡を試みたが、園子に突き飛ばされて歩美を逃がしてしまう。最後は佐藤刑事に返り討ちにされて逮捕された。
パソコン音声
声 - 池本小百合
伊東末彦が操作していたパソコンの音声。
アナウンス
声 - 引田有美
ミラクルランドで流れていたアナウンス。
茂木 遥史（もぎ はるふみ）
声 - なし
小五郎と同じ調査を依頼された探偵。
原作・アニメ「集められた名探偵！工藤新一vs怪盗キッド」で初登場。本作では名前と写真のみ登場した。
槍田 郁美（そうだ いくみ）
声 - なし
茂木と同じく小五郎と同じ調査を依頼された探偵。
原作・アニメ「集められた名探偵！工藤新一vs怪盗キッド」で初登場。本作では茂木と同じく名前と写真のみ登場した。

#### 深山商事
深山 総一郎（みやま そういちろう）
声 - 野島昭生
深山商事社長。
美術館の宝石を怪盗キッドに狙われているため、プロのスナイパーを雇ってキッドと対決するも、自身の罪を暴かれた上に警察を呼び寄せられる。

#### 横浜海洋大学
武（たけし）
声 - 遊佐浩二
横浜海洋大学のCRY横浜犯罪研究会の部員。
調査に訪れたコナン一行に、犯罪研究会を除名処分となった伊東末彦らの情報を提供した。
優（ゆう）
声 - 半場友恵
横浜海洋大学のCRY横浜犯罪研究会の女性部員。

#### 警察関係者
刑事
声 - 梁田清之
中森警部の部下。
警官
声 - 大沢在昌
コナンと小五郎に道を尋ねられたパトロール中の警官。

#### 捜査中に出会う人々
カズ
声 - 岩田光央
潰れたホテルに住んでいたホームレスの男。「鳥」を目撃したと話す。
占い師
声 - 杉山佳寿子
数日前に起こった現金輸送車襲撃事件の目撃者。
事件の調査をしていたコナンと平次に、今日は人生で最悪の日であると忠告する。

#### その他
山村 ミサオ（やまむら ミサオ）
群馬県警察刑事部捜査一課の刑事。
偶然祖母と共にミラクルランドを訪れており、佐藤と高木の食事シーンで背景に登場している。
本作での登場はカメオ出演に近く、正式な劇場版初登場は第13作『漆黒の追跡者』である。
山村 ミサエ（やまむら ミサエ）
鳥取県八頭町在住の山村刑事の祖母。
孫のミサオと共にミラクルランドを訪れる。

## スタッフ
- 原作 - 青山剛昌
- 監督・絵コンテ・演出 - 山本泰一郎
- 脚本 - 柏原寛司
- 絵コンテ協力 - 奥脇雅晴、西森章、影山楙倫、亀垣一
- キャラクターデザイン・総作画監督 - 須藤昌朋
- デザインワークス・作画監督 - 山中純子
- メカデザイン - 牟田清司、清水義治、大浪太
- 作画監督補 - 牟田清司、清水義治、野口寛明、滝口禎一、かわむらあきお、糸島雅彦
- 美術監督 - 渋谷幸弘
- 色彩設計 - 西香代子
- 撮影監督 - 野村隆
- 3D CGI ディレクター - 後藤優一
- 編集 - 岡田輝満
- 音響監督 - 井澤基
- 音響効果 - 横山正和、横山亜紀
- 音楽 - 大野克夫
- ストーリーエディター - 飯岡順一
- アシスタントプロデューサー - 斎藤朋之、北田修一
- アソシエイトプロデューサー - 浅井認
- アニメーションプロデューサー - 西村政行
- プロデューサー - 諏訪道彦、吉岡昌仁
- エンディングロケ・取材協力 - 株式会社 横浜・八景島、神奈川県歴史博物館、横浜港大さん橋国際客船ターミナル、横浜フィルムコミッション、ロイヤルウイング
- 取材協力 - 横浜国立大学
- 特別協賛 - ファミリーマート、famima.com、文教堂書店・ブックストア談
- アニメーション制作 - 東京ムービー
- 製作 - 「名探偵コナン」製作委員会（小学館、読売テレビ放送、日本テレビ放送網、小学館プロダクション、東宝、トムス・エンタテインメント）
- 配給 - 東宝

## テレビ放送
| 回数 | 番組名(放送枠名) | 放送形態 | 放送日       | 放送時間（JST） | 放送分数 | 平均世帯視聴率 | 備考                                           |
| ---- | ---------------- | -------- | ------------ | --------------- | -------- | -------------- | ---------------------------------------------- |
| 1    | 通常拡大枠       |          | 2007年4月2日 | 19:00-21:15     | 135分    |                | 「春休み映画スペシャル」と称して初放送された。 |

## 音楽

### 主題歌
B'z「ゆるぎないものひとつ」
作詞 - 稲葉浩志 / 作曲 - 松本孝弘 / 編曲 - 松本孝弘・徳永暁人・稲葉浩志
CD版とはイントロが別バージョンになっている。また、エンディングは端折られてエピローグに流れている。
3月31日にはCD版の方が『ミュージックステーション』で披露され、コナンの映画主題歌が同番組で披露されるのは、2年ぶり2回目。

### 挿入歌
「キミがいれば（世紀末バージョン）」
作詞 - 高柳恋 / 作曲 - 大野克夫 / 歌 - 伊織
第7作『 迷宮の十字路』以来3年振りの起用。
「想い出たち〜想い出〜」
作詞 - 及川眠子 / 作曲 - 大野克夫 / 歌 - 高山みなみ

### サウンドトラック

#### 収録曲
1. 名探偵コナン メイン・テーマ(鎮魂歌ヴァージョン)
2. ミラクルランド
3. スーパースネーク
4. DUPLEX
5. フライング パイレーツ
6. WORKING MACHINE
7. 怪盗キッドの予告状(鎮魂歌ヴァージョン)
8. コナン走る
9. バイクの脅威
10. スケボーVSバイク
11. ミラクルランドクイズ
12. メリーゴーランド
13. 拷問
14. 依頼者
15. 高島町を探せ!
16. 怪盗キッド出現(鎮魂歌ヴァージョン)
17. 奇妙な取調べ
18. これだ!
19. 現金輸送車(回想)
20. やさしい親バカ小五郎
21. 横浜海洋大学探索
22. 写真の謎~銃を出す男たち
23. 大阪府警、大滝
24. 哀の心配
25. ドロボー!!
26. 3人の探索推理
27. タッチA~狙撃事件
28. 血のあと
29. コミカルメドレーA.B.C.
30. 人質~爆発の危機
31. 事件を終え~仕組まれた事件
32. ひとつのナゾが解けて…
33. 小五郎、事件の説明
34. 名探偵コナン愛のテーマ
35. 男の悲哀
36. 事件の全貌
37. 本当のワル
38. ワルサーを構える
39. 悲壮なる戦い
40. 喜び
41. 事件の解説
42. 平和が戻る
43. クライマックス
44. エピローグ

## 映像ソフト
- DVD - 2006年12月13日発売（初回生産限定盤・同日発売）[12]（廉価版・2011年2月25日発売[13]）
- BD - 2011年2月25日発売[14]（廉価版・2018年12月7日発売[15]。）

## 舞台のモデル

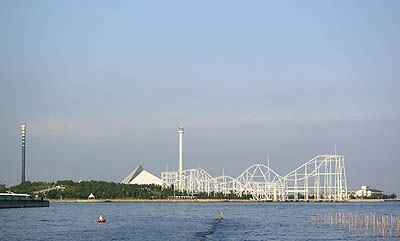
ミラクルランドの実景は横浜・八景島シーパラダイス遠景

- ミラクルランド - 横浜・八景島シーパラダイス、よこはまコスモワールド（EDに実写で登場）
  - 場所 - 山下埠頭に位置する。
  - スーパースネーク - 八景島シーパラダイス「サーフコースター」
  - 観覧車 - コスモワールド「コスモクロック21」
- 横浜海洋大学 - 横浜国立大学（主題歌を担当したB'zの稲葉浩志は横浜国立大学出身）
- その他、みなとみらいや馬車道など横浜の実在する場所が数多く登場する。また、ファミリーマートが背景に登場している。